# Verin Khotanan
Verin Khotanan (in armeno Վերին Խոտանան) è un comune di 199 abitanti (2010) della Provincia di Syunik in Armenia.